# Rond de Kazerne
Rond de Kazerne, ook wel Kazernelaanbuurt (Limburgs: Roond de kezêrne) is een wijk in het zuidwesten van de Nederlandse stad Weert. De wijk is vernoemd naar de Van Hornekazerne, die in het midden van de wijk is gelegen.
De wijk is een samenvoeging van de oudere buurten Altweert en Boshoverbeek. In de buurt Altweert  staat de Sint-Antoniuskapel uit het jaar 1723, in de volksmond ook wel 'Theuniskapel' of 'Verkeskapelleke' genoemd. In de jaren '70 van de 20e eeuw werd in de bossen nabij Altweert een bungalowpark gebouwd. In de buurt Boshoverbeek was vroeger een Philipsfabriek gevestigd. 
De wijk heeft weinig eigen voorzieningen, maar wel veel recreatievoorzieningen. Sinds de jaren 90 wordt de kazerne als naam gebruikt voor de twee buurten samen.
Rond de Kazerne grenst in het oosten aan de wijk Keent, in het zuiden aan het kerkdorp Altweerterheide en in het noorden en oosten vormen de Zuid-Willemsvaart en de spoorlijn Budel - Roermond de grens met de Boshoverheide en Fatima. Aan de rand van de wijk ligt het natuurgebied, met recreatieplas de IJzeren Man.

## Voorzieningen
- Openluchttheater de Lichtenberg
- Middelbare school Het College Weert
- Sint-Antoniuskapel
- Scouting Keent-Moesel
- Atletiek Vereniging Weert
- Hockey Vereniging Weert
- Turnhal Weert
- Tennisclub Van Horne
- Tennisclub Lichtenberg
- Van Hornekazerne
- Zwembad de IJzeren Man
- Natuur en Milieucentrum de IJzeren Man
- Klimbos Weert
- Kinderboerderij Hertenkamp
- Natuurkampeerterrein de Wega
- Boerderijcamping Lempkes Hoôf
- Spark Tech lab Weert

| Boshoven (Weert) |               |                 |  | Fatima (Weert) |
|                  |               |                 |  |                |
|                  | Keent (Weert) |                 |  |                |
|                  |               |                 |  |                |
|                  |               | Altweerterheide |  |                |

Stad: Weert

Kerkdorpen: Altweerterheide · Laar · Stramproy · Swartbroek · Tungelroy 

Buurtschappen: Altweert · Bosven · Breyvin · Castert · Crixhoek · De Berg · De Boberden · De Horst · Dijkerstraat · Hei · Houtbroek · Hushoven · Oud-Boshoven · Rietbroek · Vlootkant · Wisbroek

Woonwijken: Boshoven (Vrakker · Oda · Oud-Boshoven) · Laarveld · Molenakker · Kampershoek · Fatima · Weert-Centrum · Biest · Groenewoud · Leuken (Vrouwenhof · Leuken-Noord) · Keent (Parkhof) · Moesel · Graswinkel · Rond de Kazerne (Altweert · Boshoverbeek) 

Limburg: Steden en dorpen      Nederland: Provincies · Gemeenten